# Nina Petković
Nina Petković (en cirílico: Нина Петковић; Kotor, SR Montenegro, Yugoslavia, 10 de abril de 1981) es una cantante, música y personalidad televisiva montenegrina. Se convirtió en una celebridad al participar en la versión regional Operación Triunfo, llamado Operacija trijumf, posicionándose en cuarto lugar durante el programa. El 7 de julio de 2009, Petković triunfó en el festival de música Pjesma Mediterana con la canción "S druge strane sna" (En el otro lado del sueño).

## Primeros años
A pesar de haber nacido en la ciudad de Kotor, Petković recibió gran parte de su infancia y educación en la ciudad vecina, llamada Tivat. Tuvo orígenes religiosos mixtos, puesto a que su padre es católico y su madre es cristiana ortodoxa. Previo a que se inscribiera en el programa Operacija trijumf, Petković participó en muchos festivales, como Evropesma y MontenegroSong, tanto en calidad de solista, como en ocasiones, siendo acompañada con su banda llamada Dan Poslije.

## Carrera

### Operacija trijumf
El Operacija trijumf (la versión yugoslava de Operación Triunfo) comenzó a retransmitirse el 29 de septiembre de 2008. Petković fue la única competidora de Montenegro, por lo que constantemente recibía muchísimos votos (mediante mensajes de texto) por parte de Montenegro. Logró a la final, pero fue eliminada en la primera ronda de esta.
Petković actuaba con numerosos artistas populares durante el concurso, como Željko Joksimović, Jelena Tomašević, Jelena Rozga, Karolina Gočeva y la banda de pop rock Negative.
Durante el Operacija trijumf, Petković cantó las siguientes canciones:
- Anastacia – "Heavy on My Heart"/"Sick & Tired"/"I'm Outta Love", junto con los estudiantes Ana Bebić y Milica Majstorović (1° certamen)
- Željko Joksimović – "Lane moje" junto con Željko Joksimović (2° certamen)
- Magazin – "Care" junto con Magazin (3° certamen)
- ABBA – "Mamma Mia" junto con el estudiante Milica Majstorović (4° certamen)
- Kemal Monteno & Danijela Martinović – "Ovako ne mogu dalje" junto con Kemal Monteno (5° certamen)
- Negative – "Bez promene" junto con Negative (6° certamen)
- No Doubt – "Don't Speak" (7° certamen)
- Colonia – "Mirno more" junto con Colonia (8° certamen)
- Danijela Martinović – "Nek mi ne svane" junto con Danijela Martinović (9° certamen)
- Jelena Rozga – "Daj šta daš" junto con Jelena Rozga (10° certamen)
- Pink – "So What" (10° certamen)
- Karolina Gočeva – "Mojot svet" junto con Karolina Gočeva (11° certamen)
- Céline Dion – "My Heart Will Go On" junto con el estudiante Igor Cukrov (11° certamen)
- Aleksandra Radović – "Čuvam te" junto con Aleksandra Radović (12° certamen)
- Danijel Popović/Culture Club – "Džuli"/"Karma Chameleon" junto con el estudiante Aleksandar Belov (12° certamen)
- Milena Vučić – "Da l' ona zna" junto con Milena Vučić (13° certamen)
- Jelena Tomašević – "Oro" junto con Jelena Tomašević y la estudiante Ana Bebić (13° certamen)
- Katy Perry – "I kissed a Girl"/"Hot n Cold" junto con la estudiante Ana Bebić (13° certamen)
- Sinéad O'Connor – "Nothing Compares 2 U" (Semifinal)
- ET – "Tek je 12 sati"/"Sve bih dala da znam" junto con la estudiante Ana Bebić (Semifinal)
- Paul McCartney y Wings – "Live and Let Die" junto con los finalistas Adnan Babajić, Aleksandar Belov, Vukašin Brajić y Danijel Pavlović (Finales)
- Oktobar 1864 – "Nađi me" (Final)

### Actualidad
Pectović estuvo al borde de participar en MontenegroSong 2009, un concurso en el cual se iba a elegir representantes para que participasen en el Festival de la Canción de Eurovisión 2009 en Moscú. Aun así, RTCG confirmó el 23 de enero de2009, que Montenegro iba a ser representado por la cantante Andrea Demirović con la canción "Just Get Out of My Life". Poco después de que finalizara Operacija trijumf, Petković apareció en varios programas televisivos de entrevistas como RTV Pink, TV In y TV Avala.
Junto con Sonja Bakić (concursante de Operacija trijumf), Petković grabó una canción llamada "Samo". El 8 de junio de 2009 ganó el festival de música Pjesma Mediterana en Budva, con la canción "S druge strane sna"; también recibió un premio especial en la categoría "El Favorito del Festival", por la revista en línea Story.

## Vida privada
Petković es admiradora de Roger Waters, Alanis Morissette y Oliver Mandić;  declaró que les empezó a gustar desde la canción de Pink Floyd, "Comfortably Numb". Petković tiene una gran relación amistosa con la cantante Sonja Bakić, otra concursante del programa Operacija trijumf . Además lleva una relación de largo plazo con uno de los miembros de la banda Dan Poslije.

## Discografía

### Álbumes
- 2009: Compilación próxima de los concursantes de Operacija trijumf

### Como solista
- 2009: "Samo" (en español: Proeza)(realizada en compañía de Sonja Bakić)
- 2009: "S druge strane sna"
- 2009: "Bezobrazno"
- 2010: "Ne odustajem" (Pjesma Mediterana, 2010)